# Ofensiva de 100 de zile
Ofensiva de 100 de zile se referă la perioada de sfârșit a Primului Război Mondial, în timpul căreia Aliații au lansat mai multe ofensive împotriva Puterilor Centrale pe Frontul de Vest, intre 8 August și 11 noiembrie 1918, începând cu Bătălia de la Amiens. Ofensiva i-a împins pe germani afara din Franța, forțându-i sa se retragă dincolo de Linia Hindenburg, și a fost urmata de un armistițiu. Termenul de "Ofensiva de 100 de zile" nu se referă la o bătălie sau o strategie, ci la seria rapida de victorii Aliate începând cu Bătălia de la Amiens.